# Вейцман, Евгений Михайлович
Евгений Михайлович Вейцман (6 августа 1918, Таганрог — 22 сентября 1977, Москва) — советский киновед, специалист в области философии кино. Кандидат философских наук (1949). Научный сотрудник Институт философии Академии наук СССР, преподавал на кафедре философии ВГИКа.

## Биография
Родился в 1918 году в Таганроге, еврей.
Поступил на исторический факультет МГУ, который окончил в 1941 году с дипломом с отличием.
Одновременно с учёбой работал преподавателем истории в средней школе с 1938 по 1942 год.
Участник Великой Отечественной войны: с мая 1942 года и до октября 1945 года в рядах РККА, старший лейтенант, служил в 332-м запасном стрелковом полку 14-й запасной стрелковой дивизии Московского военного округа, член ВКП(б) с 1944 года, награждён медалью «За победу над Германией»..
После демобилизации продолжил учёбу — поступил в аспирантуру философского факультета МГУ, которую окончил в декабре 1948 года, защитил диссертацию на ученую степень кандидата философских наук на тему: «Английская буржуазная революция и мировоззрение Гоббса».
По ходатайству профессора Трахтенберга О. В. был направлен на работу в Институт философии Академии наук СССР младшим научным сотрудником.
С 1958 года преподавал на кафедре философии ВГИКа, читал исторический материализм. Автор работ по философии и социологии кино.
Был постоянным автором журнала «Искусство кино» на страницах которого выступал со статьями, посвященными анализу философских направлений кино, социологии киноискусства.

Известный философ, социолог и киновед плодотворно работал над важнейшей проблемой взаимоотношений киноискусства с философией. Им была написана интересная книга «Очерки философии кино», в которой автор убедительно обосновал необходимость философского рассмотрения теорий кино. Материал актуальности не утратил и сегодня.

Философия кино — тот уровень киноведения, на котором исследуются методологические, теоретико-познавательные и социологические (равно как и социально-психологические) проблемы экранного искусства: анализируется синтетический характер экранного образа, его связь с мышлением и его формами, исследуется экранная «реальность» в её отношении с реальностью объективной и само «бытие» экранного образа в сфере «социума», его функциональная роль в общей культуре данной социальной системы.— Очерки философии кино / Евгений Михайлович Веицман. — М.: Искусство, 1978. — 232 с. — с. 6

## Труды
Сочинения:
- Великий английский материалист Томас Гоббс / Е. М. Вейцман. — М.: Знание, 1960. — 47 с. (36600 экз.)
- Буржуазная философия и киноискусство / Е. М. Вейцман. — М.: ВГИК, 1964. — 67 с. (1000 экз.)
- Киноэкран размышляет, спорит, доказывает: заметки о киноискусстве и философии / Е. М. Вейцман. — М.: Бюро пропаганды советского киноискусства, 1969. — 88 с. (15000 экз.)
- Люди 60-х годов: Четыре фильма С. Герасимова / Е. Вейцман. — М.: Бюро пропаганды советского киноискусства, 1977. — 55 с. (20000 экз.)
- Очерки философии кино: очерки, эссе / Е. М. Вейцман. — М.: Искусство, 1978. — 232 с. (10000 экз.)

Публикации:
- Вейцман Е. — Всегда современно // Искусство кино, 1965, № 1
- Вейцман Е. — О социологической стороне критики // Искусство кино, 1967, № 12
- Вейцман Е.- Еще о социологии киноискусства // Искусство кино, 1972, № 7
- Вейцман Е., Л. Гурова — Проблемы познавательного фильма // Искусство кино, 1973, № 12
- Вейцман Е. — …И социология! // Искусство кино, 1975, № 11